# Sonorelix harperi
Sonorelix harperi är en snäckart som först beskrevs av Bryant 1900.  Sonorelix harperi ingår i släktet Sonorelix och familjen Helminthoglyptidae. Inga underarter finns listade i Catalogue of Life.